# RazakSAT
Vệ tinh RazakSAT là vệ tinh quan sát Trái đất của Malaysia được trang bị máy ảnh có độ phân giải cao. Được phóng lên quỹ đạo thấp của Trái đất vào ngày 14 tháng 7 năm 2009. Với quỹ đạo gần xích đạo, vệ tinh có nhiều khả năng chụp ảnh vùng xích đạo hơn. Nặng gấp ba lần TiungSAT-1 vệ tinh có quỹ đạo nghiêng thấp (9 độ) giúp nó bay qua Malaysia hàng chục lần mỗi ngày. Điều này nhằm mục đích cung cấp phạm vi quan sát rộng hơn cho Malaysia, so với hầu hết các vệ tinh quan sát Trái đất khác. Một báo cáo kiểm toán được công bố vào tháng 10/2011 cho biết vệ tinh này đã gặp sự cố chỉ sau 1 năm hoạt động.
RazakSAT là vệ tinh đầu tiên và duy nhất được đưa vào quỹ đạo bởi tên lửa Falcon 1 của công ty SpaceX.

## Lý lịch
Vệ tinh này là vệ tinh viễn thám thứ hai của Malaysia sau vệ tinh TiungSAT-1.
Với tên gọi gốc là MACSAT, vệ tinh RazakSAT chủ yếu mang theo một máy ảnh pushbroom với lăm dò tuyến tính (một toàn sắc, bốn đa quang phổ), có trọng lượng xấp xỉ 50 Kilôgam. Toàn bộ vệ tinh nặng khoảng 180 Kilôgam.

## Ra mắt
SpaceX đã phóng RazakSAT lúc 03:35 UTC vào ngày 14 tháng 7 năm 2009 bằng tên lửa Falcon 1. Đây là lần phóng thứ năm của Falcon 1, giống như các lần phóng trước đó, tên lửa cất cánh là từ Đảo Omelek ở Kwajalein Atoll. Vào lúc 05:25 UTC Elon Musk, người sáng lập và Giám đốc điều hành của SpaceX, nói với một phóng viên rằng vụ phóng đã thành công. "Chúng tôi đã đặt quỹ đạo đúng với các thông số mục tiêu... khá giống một con mắt." Musk nói.

## Hoạt động
Nhiệm vụ của RazakSAT được thực hiện bởi các kỹ sư Astronautic Technology Sdn Bhd (ATSB) . Điều này đặc biệt quan trọng vì trước đây, Malaysia thường được bao phủ bởi các dải mây xích đạo khiến các vệ tinh quang học bình thường hầu như sẽ không thể nhìn thấy mặt đất trong khi chúng bay qua. Kết quả khiến nhiều hình ảnh vệ tinh quang học của Malaysia có hơn 50% mây che phủ.
Mặt khác, Razaksat bay qua lãnh thổ Malaysia sau mỗi 90 phút, khiến nó có khả năng khai thác tối đa các khoảng mây trống.
Vệ tinh RazakSAT được trang bị máy ảnh khẩu độ trung bình (MAC) có độ phân giải cao, bay ở quỹ đạo Trái đất thấp cận xích đạo (NEqO), 685 km và nghiêng 9 độ. Nó được kỳ vọng sẽ cung cấp những hình ảnh có độ phân giải cao về Malaysia, phục vụ cho việc quản lý đất đai, phát triển tài nguyên và lâm nghiệp.
Tuy nhiên, quỹ đạo NEqO có 3 nhược điểm. Phân tích thông qua phần mềm công cụ vệ tinh (STK) đã chỉ ra rằng quỹ đạo vệ tinh bay qua Malaysia mỗi ngày vào ban ngày (từ 8 sáng đến 6:30 chiều) trong 6 ngày liên tục mà không sử dụng được. Nhược điểm thứ hai là hầu hết hình ảnh thu được qua quỹ đạo NEqO không thể sử dụng được qua góc nhìn viễn thám, vì quỹ đạo NEqO không phải là quỹ đạo đồng bộ mặt trời, một tiêu chí quan trọng cho công việc giám sát và phân tích. Thứ ba, người ta nhận thấy rằng quỹ đạo NEqO vệ tinh gặp hiện tượng Dị thường Nam Đại Tây Dương (SAA) trên mọi quỹ đạo mà nó quay quanh trái đất, không giống như quỹ đạo cực, quỹ đạo cận cực hoặc quỹ đạo đồng bộ mặt trời, do đó làm tăng thêm nguy cơ bức xạ làm hỏng vệ tinh.
Mặc dù ban đầu vệ tinh được dự định là một dự án Nghiên cứu & Phát triển (R&D), nhưng sau đó nó đã được công bố sẽ được sử dụng cho mục đích thương mại vào năm 2009, mục tiêu của dự án RazakSAT được khẳng định là một Dự án Nghiên cứu & Phát triển (R&D) vào năm 2010.
Trong quá trình hoạt động sau khi phóng vào năm 2009, người ta phát hiện ra rằng vệ tinh RazakSAT không thể đạt được quỹ đạo chính xác, thấp hơn 1 km so với dự định. Tờ báo tiếng Anh của Malaysia - The Star, trích dẫn từ Báo cáo của Tổng Kiểm toán Chính phủ Malaysia năm 2010, báo cáo rằng các hình ảnh do vệ tinh RazakSAT thu được cách 37 km so với mục tiêu dự định của họ.
Do lỗi định hướng, tất cả hơn 1.328 hình ảnh do vệ tinh thu được đều không thể sử dụng được. Bất chấp lời hứa sẽ cung cấp hình ảnh MAC vào năm 2010, tính đến cuối năm 2011, các nhà khai thác vệ tinh đã không công bố bất kỳ hình ảnh nào. Những nỗ lực để khắc phục sự cố vệ tinh đã bị chấm dứt vào tháng 12 năm 2010.

## Thông số kỹ thuật
Đặc điểm kỹ thuật chính của RazakSAT, được cung cấp bởi người chế tạo và điều hành vệ tinh (ATSB) vào tháng 2 năm 2010:
| Hệ thống con                                     | Thông số kỹ thuật |
| ------------------------------------------------ | --- |
| Độ cao                                           | 685 km |
| Độ nghiêng                                       | 9 ° |
| Tải trọng (MAC)                                  | GSD: 2,5 m (PAN), 5 m (MS) Chiều rộng swath: 20 km @ 685 km                                                                                               |
| Hệ thống con Kiểm soát & Xác định Thái độ (ADCS) | Ổn định ba trục dựa trên bốn bánh phản ứng Độ chính xác của trỏ: < 0,2 ° (2 giây) Chỉ điểm kiến thức: 1 arcmin (2 giây)                                   |
| Hệ thống phụ điện năng (EPS)                     | Pin mặt trời GaAs / Ge trên nền tấm Pin NiCd (18 Ahr) Theo dõi công suất (PPT) và ổn áp dòng điện Pin năng lượng mặt trời:> 300 W @ EOL                   |
| Hệ thống con Xử lý Dữ liệu & Lệnh (C&DH)         | Hai máy tính trên bo mạch Đo từ xa và mô-đun giao diện lệnh Các kênh đo từ xa tương tự: lên đến 90 Các kênh đo từ xa kỹ thuật số: lên đến 120             |
| Hệ thống con viễn thông (TS)                     | Tốc độ tải lên TT&C bằng băng tần S: 9.600 bit / s / 1.200 bit / s Tốc độ tải xuống TT&C bằng băng tần S: 38,4 kbs / 9,600 bit / s / 1,200 bit / s S-band |
| Quản lý dữ liệu tải trọng                        | Bộ nhớ rắn trên bo mạch 32 Gbit Tốc độ tải xuống dữ liệu bằng băng tần X: 30 Mbit / s                                                                     |
| Cấu trúc & Cảm biến nhiệt                        | Ø1.200 × 1.200 mm Hình dạng lục giác Khối lượng: 180 Kilôgam Cấu trúc mô đun Kiểm soát nhiệt thụ động & chủ động                                          |
| Thời gian hoạt động                              | 3 năm |

## Bus vệ tinh
Bus vệ tinh được sử dụng cho RazakSAT do ATSB và Satrec Initiative, một nhà sản xuất vệ tinh thương mại ở Hàn Quốc, cùng phát triển. Satrec Initiative tiếp thị hệ thống bus với định danh " SI-200 ".